# KS Futsal Piła
KS Futsal Piła – polski klub futsalowy z Piły, występujący w I lidze, drugiej klasie rozgrywek w Polsce. 
Klub został założony w 2013 roku. W 2016 roku po raz pierwszy wywalczył awans do I ligi, z której jednak po jednym sezonie się wycofał. Ponownie na drugi szczebel rozgrywek zespół z Piły awansował wygrywając swoją grupę II ligi w sezonie 2018/2019. W sezonie 2019/2020 KS Futsal Piła zdobył brązowy medal Młodzieżowych Mistrzostw Polski U-20.